# Alive!
Alive! –en español: «¡En vivo!»–  es el primer disco en vivo de la banda estadounidense de Hard rock/Heavy metal Kiss, editado en 1975. 
A finales de 1974, el sello Casablanca Records estaba cercano a la bancarrota. Los tres álbumes de estudio de Kiss, Kiss, Hotter Than Hell y Dressed to Kill no habían logrado el éxito comercial esperado, y la banda se encontraba en riesgo de perder su contrato de grabación. 
Sin embargo, la banda se había ganado una gran reputación por sus shows en vivo, que solían incorporar elaborados espectáculos por parte de los miembros: Simmons escupía sangre y fuego, la guitarra de Frehley echaba humo, la batería de Criss se situaba sobre una plataforma elevadora y la singular forma de ser como frontman de Stanley tenía en vilo al público, sumandos al maquillaje estilo kabuki. 
En un último intento por salvar al sello, el presidente de la compañía, Neil Bogart, decidió apostar a lanzar un disco en vivo de la banda. Tanto la banda como el mánager Bill Aucoin estuvieron de acuerdo, dado que un disco en directo permitiría capturar la intensidad de sus conciertos, cosa que, a decir de Paul Stanley, los discos de estudio no habían podido.
Alive! fue grabado en cuatro fechas del "Dressed To Kill Tour", el 16 de mayo en el Cobo Arena de Detroit, el 21 en el Cleveland Music Hall de dicha ciudad, el 20 de julio en el Orpheum de Davenport y el 23 de ese mes en el Wildwoods Convention Center de Wildwoods. 
Aunque al principio la banda negó que el disco hubiera sido retocado en estudio, en entrevistas posteriores se admitió que varios retoques fueron realizados para maquillar imperfecciones de la actuación en vivo, que algunas pistas fueron regrabadas en estudio e incluso se retocaron los coros del público. 
Gracias a este álbum, Kiss obtuvo gran fama. Era el cuarto álbum de Kiss y es considerado su descubrimiento a nivel masivo, así como un hito en el contexto de los álbumes en vivo de rock. Lanzado el 10 de septiembre de 1975 en formato de doble LP, contenía versiones en vivo de pistas seleccionadas de sus primeros tres álbumes de estudio, Kiss, Hotter Than Hell y Dressed to Kill.
Alive! se ubicó en el número 159 en la lista de la revista Rolling Stone de los 500 más grandes álbumes de todos los tiempos, y se mantuvo durante 110 semanas en listas.
Recibió el certificado "Oro" el 4 de diciembre de 1975 cuando alcanzó las 500 000 copias vendidas (a finales de enero de 1976, el álbum había llegado a "Platino", y posteriormente a "Cuádruple Platino"). 
Al respecto la revista digital autorizada por la banda, kissfever.com.ar, explica:
"Una nota sobre estos datos: ¡Uno puede ir a la estadística oficial de RIAA y ver que "Kiss Alive!", por ventas, sólo es certificado "Oro". Muchos otros álbumes de KISS en la base de datos están lejos de los números que KISS ha considerado largamente". Sin embargo, es improbable, a esta altura, que tanto KISS como Universal vuelvan a certificar el catálogo. ¡Al final, los números no deberían afectar tu opinión acerca de la banda!".

## Lista de temas
1. "Deuce" (Gene Simmons) – 3:32
  - Voz Líder: Gene Simmons
2. "Strutter" (Paul Stanley, Simmons) – 3:12
  - Voz Líder: Paul Stanley
3. "Got To Choose" (Stanley) – 3:35
  - Voz Líder: Paul Stanley
4. "Hotter Than Hell" (Stanley) – 3:11
  - Voz Líder: Paul Stanley
5. "Firehouse" (Stanley) – 3:42
  - Voz Líder: Paul Stanley
6. "Nothin' To Lose" (Simmons) – 3:23
  - Voz Líder: Gene Simmons & Peter Criss
7. "C'mon and Love Me" (Stanley) – 2:52
  - Voz Líder: Paul Stanley
8. "Parasite" (Ace Frehley) – 3:21 
  - Voz Líder: Gene Simmons
9. "She" (Simmons, Stephen Coronel) – 6:42
  - Voz Líder: Gene Simmons
10. "Watchin' You" (Simmons) – 3:51
  - Voz Líder: Gene Simmons
11. "100,000 Years" (Simmons, Stanley) – 12:10
  - Voz Líder: Paul Stanley
12. "Black Diamond" (Stanley) – 5:50
  - Voz Líder: Paul Stanley (intro) & Peter Criss
13. "Rock Bottom" (Frehley, Stanley) – 4:59
  - Voz Líder: Paul Stanley
14. "Cold Gin" (Frehley) – 5:43
  - Voz Líder: Gene Simmons
15. "Rock and Roll All Nite" (Simmons, Stanley) – 4:23
  - Voz Líder: Gene Simmons
16. "Let Me Go, Rock 'N Roll" (Simmons, Stanley) – 5:45 
  - Voz Líder: Gene Simmons

## Personal
- Gene Simmons - bajo, Voz líder, coros
- Paul Stanley - Guitarra rítmica, voz líder, coros
- Ace Frehley - Guitarra líder, coros
- Peter Criss - Batería, coros, Voz líder en "Nothin' To Lose" y "Black Diamond"